# Minto
Minto es un centro comercial abierto en 2015 en Hindenburgstraße en el centro de la ciudad de Mönchengladbach. Con 104 tiendas en un área de ventas de 26,000 m², es uno de los centros comerciales de tamaño medio en Alemania y es considerado el primer centro comercial de cuatro estrellas. El propietario y operador es Unibail-Rodamco Germany GmbH, con sede en Essen, Alemania, con sede en Düsseldorf. El nombre Minto se remonta a un concurso de nombres y significa mío en el dialecto del Bajo Rin (East Limburg).

## Oferta
En cuatro niveles, el Minto tiene hasta 104 tiendas y 22 restaurantes, como Vapiano o Subway, algunos de los cuales están agrupados en el Mintos Deli con cocina a la vista en áreas de comedor temáticas o áreas al aire libre. Los servicios incluyen una recepción con azafatas trilingües, sistemas de guía intuitivos, áreas de relajación, salas para bebés con salas de enfermería y vestuarios, y un área de juegos para niños central. Las conocidas cadenas minoristas como Sportscheck, Deichmann, New Yorker, Forever 21, H&M, Desigual, Playmobil, Nanu-Nana y Saturn, entre otras, forman una mezcla de centros comerciales típicos. Además, hay sucursales de Aldi y Rewe, dm, Müller y una tienda de fanes Borussia Mönchengladbach. Todo el centro tiene acceso gratuito a WiFi y hay estaciones de carga para iPhones y iPads, automóviles eléctricos y bicicletas eléctricas. En las dos cubiertas de estacionamiento hay 600 espacios de estacionamiento (incluidos 13 estacionamientos familiares) y 305 espacios de estacionamiento adicionales en el estacionamiento adyacente y espacios de estacionamiento para bicicletas en la parte delantera del edificio.